# Friedrich Weber (entomòleg)
Friedrich Weber (1781–1823) va ser un entomòleg alemany. Va ser deixeble de Johan Christian Fabricius (1745–1808), i va escriure Nomenclator entomologicus el 1795 quan tenia 14 anys i Observationes entomologicae el 1801. Aquestes obres contenen les primeres descripcions de noves espècie d'insectes i també les primeres descripcions d'invertebrats com el llamàntol, gènere Homarus.

## Algunes obres
- 1795 : Nomenclator entomologicus secundum entomologian systematicam ill. Fabricii, adjectis speciebus recens detectis et varietatibus. Chiloni et Hamburgi: C.E. Bohn viii 171 pp.
- 1801. Observationes entomologicae, continentes novorum quae condidit generum characteres, et nuper detectarum specierum descriptiones. Impensis Bibliopolii Academici Novi, Kiliae, 12 + 116 pp. [xerox: 112-116]
- with M. H. Mohr 1804. Naturhistorische Reise durch einen Theil Schwedens. Göttingen.